# 섀넌 챈켄트
섀넌 챈켄트(영어: Shannon Chan-Kent, 1988년 9월 23일~ )은 캐나다의 성우, 가수이다. 《마이 리틀 포니: 우정은 마법》의 등장인물 핑키 파이의 노래 부분을 담당했다. 《데스노트》에서는 아마네 미사 역으로 출연했다.

## 출연 작품
- 데스노트 - 아마네 미사
- 마이리틀포니 시리즈 - 핑키 파이 (노래), 스몰더, 월플라워 블러시
- 수퍼 소닉 - 로드하우스 웨이트리스 역
- 뽀롱뽀롱 뽀로로 3기 - 패티 역